# Anthicus schmidtii
Anthicus schmidtii – gatunek chrząszcza z rodziny nakwiatkowatych i podrodziny Anthicinae.
Gatunek ten opisany został po raz pierwszy w 1847 roku przez Wilhelma Gottlieba Rosenhauera.
Chrząszcz o ciele długości od 2,8 do 3,2 mm, raczej rzadko porośniętym krótkim i przylegającym owłosieniem białego koloru. Ubarwiony jest w jasnożółto z czarwonawo przyciemnionymi głową i przedpleczem oraz ciemną, V-kształtną przepaską za środkiem długości pokryw. Głowa jest duża, o niemal prostym brzegu tylnym. Jej punktowanie jest gęste, dobrze widoczne, na skroniach punktami o średnicy większej niż odległości między nimi. Niepunktowana linia pozostawiona jest tylko pośrodku przodu głowy. Węższe niż głowa, smukłe przedplecze ma gęsto, drobniej niż pokrywy punktowaną powierzchnię. Zarys pokryw jest podługowaty ze słabo uwidocznionymi barkami, najszerszy za środkiem długości. Odnóża przedniej pary nie mają wyrostka u wierzchołka goleni.
Owad ten zasiedla tereny piaszczyste, zwłaszcza pobrzeża wód. Postacie dorosłe spotyka się wiosną pod rozkładającymi się szczątkami roślin, wśród napływek i w próchnie. Przylatują do sztucznych źródeł światła.
Gatunek palearktyczny. W Europie stwierdzony został w Portugalii, Hiszpanii, Francji, Szwajcarii, Austrii, Włoszech, Polsce, Czechach, Słowacji, na Węgrzech, Ukrainie, w Mołdawii, Chorwacji, Rumunii i Bułgarii. Ponadto znany jest z Bliskiego Wschodu i wschodniej Palearktyki. W Polsce jest owadem bardzo rzadkim i swego czasu wykreślony został z fauny tego kraju. Ponownie odkryto go tam w 2018 roku, we Wrocławiu, gdzie odłowiono dwa osobniki.